# Lexikai szó
A lexikai szó olyan nyelvi alakzat, melynek jelentése nem vezethető le alkotóelemeinek jelentéséből (azaz nem kompozicionális). A szerkezetileg tovább nem bontható elemek mind lexikai szavak. (Ez a meghatározás azt is lehetővé teszi, hogy akár affixumokat is lexikai szavaknak tekintsünk, ám ez nem szokás.)
Bármilyen szerkezetű összetett nyelvi elem egyaránt lehet kompozicionális vagy nem kompozicionális (időnként a homonim szerkezetek is):
- összetett szó:

vasrúd 'vasból készült rúd' – kompozicionális, nem lexikai szó;
vasút 'közlekedési eszközrendszer' – nem kompozicionális, lexikai szó
- képzett szó:

franciázik 'franciát tanul' – kompozicionális (vö. angolozik, németezik stb.), nem lexikai szó
franciázik 'orális szexszel van elfoglalva' – nem kompozicionális, lexikai szó
- jelzős szerkezet:

meleg hely 'ahol magas a hőmérséklet' – kompozicionális, nem lexikai szó
meleg helyzet 'veszélyes szituáció' – nem kompozicionális, lexikai szó
- egész mondat:

Veri a szomszéd a feleségét – kompozicionális, nem lexikai szó
Veri az ördög a feleségét 'esik az eső és süt a nap' – nem kompozicionális, lexikai szó

## Lásd még
- szó
- fonológiai szó
- morfológiai szó
- szintaktikai szó